# Priorato de Inchmahome

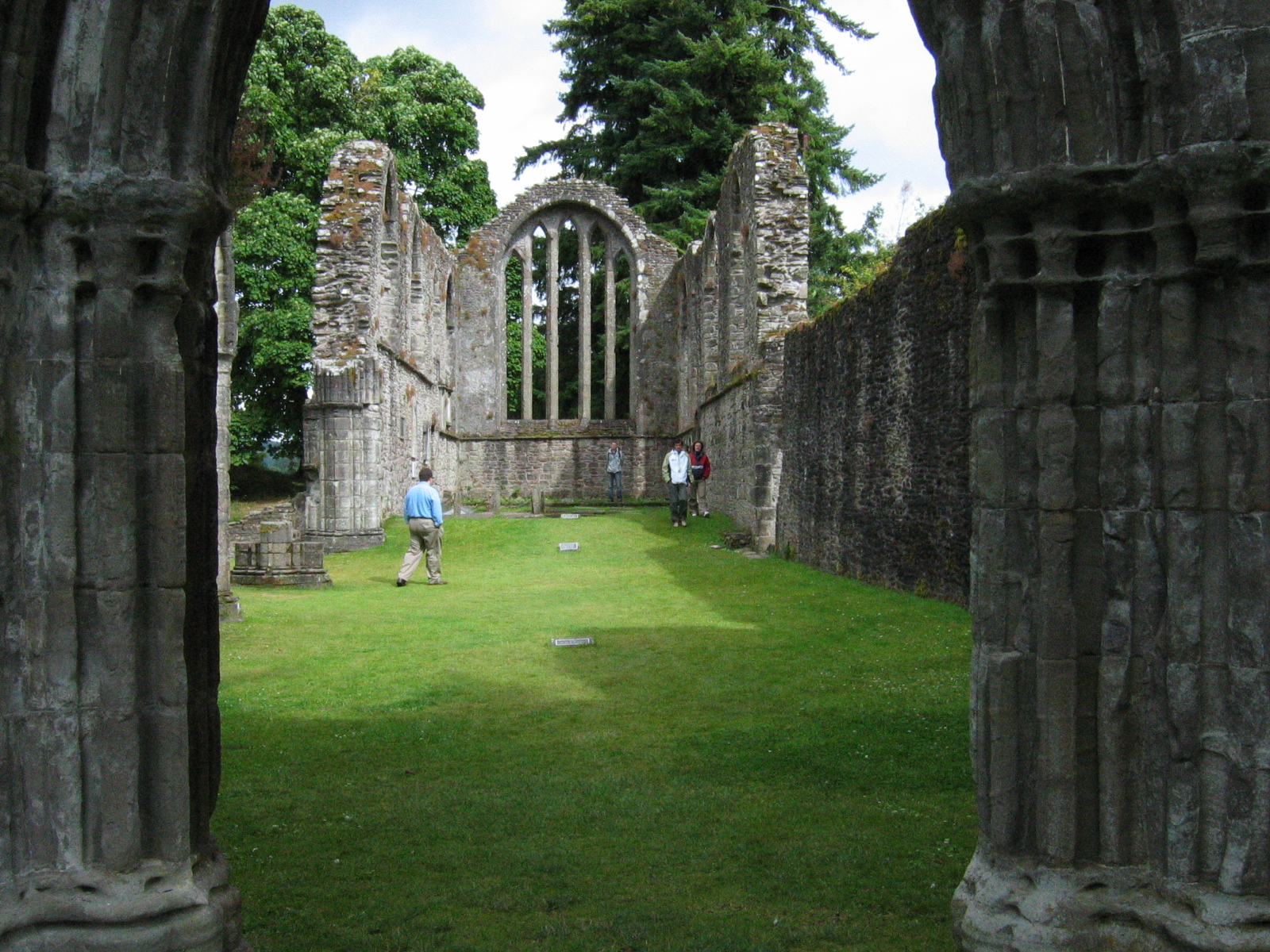
El Priorato de Inchmahome.

El Priorato de Inchmahome está situado en Inchmahome (“Inch” significa isla), la mayor de tres islas situadas es el lago Menteith, cerca de Aberfoyle, en Escocia.
El nombre de “Inchmahome” viene de las palabras gaélicas Innis MoCholmag, que significan Isla de San Colmaig.
El priorato fue fundado en 1238 por el conde de Menteith, Walter Comyn, para una pequeña comunidad de Agustinos. La familia Comyn era una de las más poderosas de Escocia por aquel entonces, y tenía una impresionante casa en Inchtalla, otra de las islas del lago. Hay pruebas de que hubo una iglesia anterior al priorato.
El priorato tiene una larga historia en lo referente a visitantes notables. El rey Robert de Bruce lo visitó tres veces en 1306, 1308 y 1310. Sus visitas tuvieron motivo político, debido a que el primer prior había jurado lealtad a Eduardo I, rey de Inglaterra. En 1358 el futuro rey Roberto II también estuvo en el priorato. En 1547 el priorato sirvió de refugio a Maria reina de los escoceses, cuando este tenía cuatro años, quien se refugió aquí después de la desastrosa derrota del ejército escocés en la batalla de Pinkie Cleugh durante la guerra anglo-escocesa.
El declive de las órdenes monásticas en el siglo XVI se precipitó por el hecho de que los jefes de las abadías y prioratos se convirtieron en nombramientos de los terratenientes locales, que muchas veces no compartían los objetivos religiosos de los monjes y priores. En 1547, el cargo paso a John, Lord Erskine, que posteriormente se convertiría en el director de las abadías de Cambuskenneth y Dryburgh. La Reforma escocesa significó que no se ordenaría nuevos prioratos, y que las tierras de estos edificios pasarían gradualmente a manos seculares, lo que condujo al declive gradual de los prioratos. En 1606 la tierra paso a manos de a familia Erskine, y posteriormente al Marques de Montrose; el 6º Duque de Montrose cedió las tierras al Estado en 1926.
El político nacionalista y radical, Robert Bontine Cunninghame Graham y su mujer Gabriela están enterrados en el priorato, donde también hay una piedra conmemorativa en honor a su sobrino y heredero Sir Angus Edward Malise Bontine Cunninghame Graham, su mujer Patricia, y su hijo único, Robert Elphinstone Cunninghame Graham.
Aunque la mayor parte de los edificios están en ruinas, gran parte de la estructura del siglo XIII permanece estando visible, y actualmente está a cargo de la asociación Historic Scotland, que lo mantiene y preserva como un importante sitio histórico. El priorato puede ser visitado en barco, que sale desde el cercano Puerto de Menteith, de marzo a septiembre.